# Constitución de la República de Adigueya
La Constitución de la República de Adigueya (del ruso: Конституция Республики Адыгея) es la ley fundamental de la república de Adigueya. Fue aceptada en la XIV sesión de la Asamblea Legislativa (Хасэ), el parlamento de Adigueya, el 10 de marzo de 1995. se introdujeron enmiendas el 19 de septiembre, el 12 de noviembre y el 15 de diciembre de 2000; el 7 de mayo, el 6 de junio, el 24 de julio, el 17 de octubre y el 26 de noviembre de 2001; el 18 de febrero, 10, 15 y 30 de abril, el 21 de mayo y el 26 de julio de 2002; el 23 de abril, el 20 de mayo, el 7 y el 16 de julio y el 22 de noviembre de 2003; el 29 de julio de 2004 y el 21 de abril de 2005.
Está compuesta por:
- Preámbulo: "La Asamblea legislativa (Хасэ), el Parlamento de la República de Adigueya, considerando la alta responsabilidad ante las generaciones actuales y futuras, de acuerdo a los derechos y libertades de la persona y el ciudadano, la paz civil y el consentimiento, la fe en el bien y la justicia y basándose en la Constitución de la Federación Rusa, acepta la Constitución, Ley fundamental de la República de Adigueya".
- 4 secciones
- 10 capítulos
- 112 artículos

## Historia
La constitución de la República de Adigueya fue aceptada en la XIV sesión de la Asamblea Legislativa (Хасэ), Parlamento de la República de Adigueya, el 10 de marzo de 1995.